# Donja Slabinja
Donja Slabinja je naseljeno mjesto u sastavu općine Bosanska Dubica, Republika Srpska, BiH.

## Stanovništvo
| Donja Slabinja     |              |
| godina popisa      | 1991.        |
| Srbi               | 469 (97,30%) |
| Hrvati             | 0            |
| Muslimani          | 0            |
| Jugoslaveni        | 9 (1,87%)    |
| ostali i nepoznato | 4 (0,83%)    |
| ukupno             | 482          |